# Clearview (Oklahoma)
Clearview es un pueblo ubicado en el condado de Okfuskee en el estado estadounidense de Oklahoma. En el año 2010 tenía una población de 48 habitantes y una densidad poblacional de 96 personas por km².

## Geografía
Clearview se encuentra ubicado en las coordenadas 35°23′48″N 96°11′18″O / 35.396622, -96.188264.

## Demografía
Según la Oficina del Censo en 2000 los ingresos medios por hogar en la localidad eran de $16,250 y los ingresos medios por familia eran $22,500. Los hombres tenían unos ingresos medios de $62,500 frente a los $16,250 para las mujeres. La renta per cápita para la localidad era de $11,607. Alrededor del 40.7% de la población estaban por debajo del umbral de pobreza.